# Nephthea laevis
Nephthea laevis is een zachte koraalsoort uit de familie Nephtheidae. De koraalsoort komt uit het geslacht Nephthea. Nephthea laevis werd in 1828 voor het eerst wetenschappelijk beschreven door Audouin. 